# Fekete-berki-vízfolyás
A Fekete-berki-vízfolyás a Bakonyban ered, Komárom-Esztergom vármegyében, mintegy 270 méteres tengerszint feletti magasságban. A patak forrásától kezdve délkeleti irányban halad, majd Bakonycsernyénél eléri a Gaja-patakot.
A Fekete-berki-vízfolyás vízgazdálkodási szempontból az Észak-Mezőföld és Keleti-Bakony Vízgyűjtő tervezési alegység működési területéhez tartozik.

## Part menti települések
- Ácsteszér
- Bakonycsernye